# 爪哇猫蛛
爪哇猫蛛（学名：Oxyopes javanus）为猫蛛科猫蛛属的动物。分布于印度、爪哇以及中国大陆的湖北、湖南、广东、四川、香港等地，一般栖息于稻田。该物种的模式产地在爪哇。